# Суперкубок Узбекистана по футболу 2022
Суперкубок Узбекистана по футболу 2022 — 7-й розыгрыш Суперкубка Узбекистана, ежегодного матча между победителями Суперлиги и Кубка Узбекистана предыдущего сезона. В матче приняли участие победитель Суперлиги 2021 года — «Пахтакор» и обладатель Кубка Узбекистана — «Насаф». Встреча прошла 27 февраля 2022 года на стадионе «Узбекистан» в Яйпане.
«Пахтакор» одержал победу со счётом 1:0 благодаря голу сербского форварда Драгана Черана и во второй раз в своей истории выиграл Суперкубок Узбекистана, сравнявшись по количеству титулов с другим ташкентским клубом — «Локомотивом».